# Рюн, Мелита
Мелита Рюн (рум. Melita Ruhn, р. 19 апреля 1965) — румынская гимнастка, призёр Олимпийских игр. После эмиграции в ФРГ и замужества стала носить фамилию Фляйшер (нем. Fleischer).
Родилась в 1965 году в Сибиу. В 1979 году стала обладательницей трёх медалей чемпионата мира. В 1980 году стала обладательницей серебряной и двух бронзовых медалей Олимпийских игр в Москве. В 1982 году завершила спортивную карьеру. В 1990 году эмигрировала в ФРГ.